# Henri Petitmangin
Henri Petitmangin, né le 6 décembre 1874 à Dieue-sur-Meuse (Meuse) et mort le 30 juillet 1937 à Paris (13e arrondissement), est un ecclésiastique, professeur agrégé des lettres, latiniste et érudit français. Il est l'auteur d'une grammaire latine de référence.

## Biographie
Fils de cultivateur, Henri Petitmangin entre en 1886 en sixième au petit séminaire de Verdun. Il y fait ses études secondaires dans une classe où il est l'émule de Charles Aimond.
En 1893, il entre au grand séminaire de Verdun, puis à l'Institut catholique de Paris, dont il sort licencié ès-lettres. Il est alors professeur de seconde pendant deux ans au séminaire de Glorieux à Verdun.
Il retourne ensuite à Paris pour préparer l'agrégation de lettres qu'il passe en 1903, et à laquelle il est reçu 3e. Il est recruté au collège Stanislas par l'abbé Adrien Pautonnier. Il y est d'abord professeur de seconde, puis de première, jusqu'à sa mort survenue en 1937.
Auteur de nombreuses œuvres liées à la littérature grecque et latine, il publie en 1912 sa célèbre Grammaire latine complète, constamment rééditée depuis. Elle est traduite en anglais en 1922, avec l'aide de John A. Fitzgerald.
En 1926, répondant aux programmes officiels qui appellent désormais, en complément de la lecture des textes, de leur version et de l'explication des auteurs, quelques notions élémentaires concernant l'histoire des littératures latine et grecque, le professeur Henri Petitmangin lance la publication de ses deux histoires sommaires illustrées, chez Jean de Gigord, présentées ci-dessous, qui connaîtront un franc succès et de nombreuses rééditions. Le pédagogue Henri Petitmangin avait constaté d'évidence les errements de la méthode directe, puisée à la vision théorique de Rousseau, instillée dans son Émile ou De l'éducation. Comment l'élève, dépourvu de ressources cohérentes, aurait-il pu se fabriquer ex nihilo une histoire de ces littératures anciennes, comme redécouvrir par lui-même la teneur grammaticale de ces langues anciennes ? L'efficacité du message rousseauiste, imprégnée d'illusions pédagogique, aurait été encore plus désastreuse ou lamentable, si l'intervention tempérée des bons maîtres, en partie dissimulée, n'avait fourni quelques utiles compensations. Conscient de cet apport indispensable, désormais requis par les instructions ministérielles, le professeur reste néanmoins sans illusion sur la place et l'avenir scolaire de l'enseignement méthodique de ces littératures anciennes.

## Œuvres
- Plutarque, Extraits suivis des Vies parallèles, texte grec, avec introduction et notes par M. l'abbé H. Petitmangin, Paris, C. Poussielgue, 1901, XV-152 p.
- Grammaire latine (complète), Paris, J. de Gigord, 1912, VIII-190 p.
- Exercices latins. 1re série, classe de 6e, Paris, J. de Gigord, 1912, VIII-255 p.
- Grammaire latine. 1re année, classe de 6e, Paris, J. de Gigord, 1912, II-95 p.
- Exercices latins. 2e série, classe de 5e, Paris, J. de Gigord, 1913, VI-278 p.
- Grammaire latine. 2e année, classe de 5e, Paris, J. de Gigord, 1913, VIII-154 p.
- Exercices latins. 3e série, classes de 4e et 3e, J. de Gigord, 1914, 261 p.
- Lhomond, De Viris illustribus urbis Romae, édition annotée par H. Petitmangin, Paris, J. de Gigord, 1916, VIII-303 p.
- De Viris illustribus urbis Romae. Thèmes d'imitation, Paris, J. de Gigord, 1918, 24 p.
- Latin Grammar Made Clear, with Exercises and Vocabulary, from the Original French of Professor H. Petitmangin, adaptée en anglais avec John A. Fitzgerald, avec la collaboration d'Ernest Dimnet, Paris, J. de Gigord, 1922, XVI-317 p.
- Versions latines commentées pour les classes de troisième, seconde et première, Paris, J. de Gigord, 1924, XIII-263 p.
- Histoire romaine, avec A. Humbert, licencié ès lettres, Paris, J. de Gigord, 1925, IV-390 p.
- Histoire sommaire illustrée de la littérature latine, Paris, J. de Gigord, 1926, IV-199 p., préface rédigée par l'auteur en avril 1926. Nombreuses rééditions, par exemple quatorzième édition, 1955.
- Histoire sommaire illustrée de la littérature grecque, Paris, J. de  Gigord, 1927, 176 p, préface de l'auteur en décembre 1926. Nombreuses rééditions, par exemple douzième édition, 1953.
- Quatre-vingts thèmes latins commentés pour la classe de première, précédés de conseils méthodiques pour la pratique du thème et suivis d'un lexique des noms propres, Paris, J. de Gigord, 1928, XVI-89 p. ; nouvelle édition, Paris, Ellipses, 2020, 256 p.
- Versions grecques commentées pour les classes de seconde et de première, Paris, J. de Gigord, 1929, 255 p.
- Abrégé d'histoire romaine, avec A. Humbert, Paris, J. de Gigord, 1930, IV-268 p.
- Les Textes latins du programme, classe de 6e. (Extraits de l’Epitome historiae sacrae, recueil de textes faciles et gradués. Extraits d’Epitome historiae graecae. Extraits du De Viris.) Accompagnés d'un lexique latin-français, Paris : J. de Gigord, 1930, 224 p.